# Tour Nivernais Morvan juniors
Le Tour Nivernais Morvan juniors est une course cycliste française disputée dans le département de la Nièvre, en région Bourgogne-Franche-Comté. Créée en 2011, elle est réservée aux coureurs juniors.
Contrairement au Tour Nivernais Morvan élite, l'épreuve junior se déroule sur une journée. Elle s'est néanmoins déroulée sur deux jours et trois étapes en 2014 et 2015.

## Palmarès
| Année | Vainqueur          | Deuxième               | Troisième        |
| ----- | ------------------ | ---------------------- | ---------------- |
| 2011  | Thomas Vanbesien   | Tiesj Benoot           | Alexis Isérable  |
| 2012  | Tom Bossis         | Gianni Bossuyt         | Kévin Goulot     |
| 2013  | Victor Tournieroux | Valentin Deverchère    | Pierre Terrasson |
| 2014  | Arnaud Pfrimmer    | Aurélien Paret-Peintre | Eddie Dunbar     |
| 2015  | Tobias Foss        | Guillaume Millasseau   | Loïc Guillaume   |
| 2016  | Matthieu Legrand   | Émile Brenans          | Andrea Mifsud    |
| 2017  | Dylan Herchel      | Lucas Aumenier         | Simon Bolot      |